# Algaiarens
La platja d'Algaiarens o platja des Tancats està situada al nord del municipi de Ciutadella, a Menorca.
Està catalogada com a Zona d'Especial Protecció per a les Aus per la Unió Europea i Àrea Natural d'Especial Interès (ANEI) pel Parlament de les Illes Balears.
És una platja totalment verge que ofereix unes aigües cristal·lines i uns fons marins excepcionals. A l'est d'aquesta platja podem trobar Cala Fontanelles. Aquesta costa forma part de la Vall, acollint la Falconera, boscos frondosos de pins, garriga, terres de cultiu, llacunes, sistemes dunars, penya-segats i platges verges.
Per a accedir a aquestes platges des de Ciutadella s'ha d'anar en direcció a la carretera de Cala Morell i Platges d'Algaiarens. Quan s'arriba al trencall de Cala Morell, s'ha de seguir recte cap a La Vall, on podrem aparcar el nostre vehicle a l'aparcament públic que hi ha.